# Wannanosaurus yansiensis
Lo wannanosauro (Wannanosaurus yansiensis) è un dinosauro erbivoro, appartenente ai pachicefalosauri. Visse nel Cretaceo superiore (Campaniano, circa 80 milioni di anni fa) e i suoi resti fossili sono stati ritrovati in Cina. È uno dei più piccoli pachicefalosauri noti.

## Descrizione
Questo animale è noto solo per uno scheletro parziale, comprendente una calotta cranica incompleta, una zampa anteriore e una posteriore, parte di una costola e altri frammenti. Wannanosaurus doveva essere un animale molto piccolo: si suppone che l'esemplare completo fosse lungo meno di un metro, ma il grado di fusione delle ossa suggerisce che l'esemplare fosse adulto. Il cranio possedeva una calotta cranica piatta, al contrario di quella della maggior parte degli altri pachicefalosauri, ed erano presenti grandi aperture nella parte posteriore del cranio.

## Classificazione
Wannanosaurus è stato descritto per la prima volta nel 1977, sulla base di un fossile ritrovato nella formazione Xiaoyan nella provincia di Anhui, in Cina. Venne inizialmente attribuito agli omalocefalidi, una famiglia di pachicefalosauri dotati di cranio piatto; attualmente questo gruppo è considerato un assembramento innaturale di varie forme non strettamente imparentate fra loro. Wannanosaurus è stato considerato il più primitivo tra i pachicefalosauri a causa delle caratteristiche del cranio.

## Paleobiologia
Wannanosaurus doveva essere un piccolo animale, probabilmente erbivoro o insettivoro, che si nutriva sul terreno di una varietà di cibi che dovevano includere piante e forse anche insetti.